# Podocarpus fasciculus
Podocarpus fasciculus är en barrträdart som beskrevs av De Laub. Podocarpus fasciculus ingår i släktet Podocarpus och familjen Podocarpaceae. IUCN kategoriserar arten globalt som nära hotad. Inga underarter finns listade i Catalogue of Life.